# يرينغتون
يرينغتون (بالإنجليزية: Yerington)‏ هي إحدى مدن هي مدينة في مقاطعة ليون في ولاية نيفادا الأمريكية. بلغ عدد سكانها 3,048 نسمة في تعداد عام 2010. كانت تسمى في السابق «بيزن سويتش» Pizen Switch ثم تغير اسمها إلى «غرينفيلد» Greenfield ثم إلى اسمها الحالي «يرينغتون» نسبة إلى هنري مارتن يرينغتون (توفي 1910) - وكان أحد كبار مسئولي شركة فرجينيا أن تراكي للسكك الحديدية من عام 1868 وحتى وفاته - في محاولة لاستمالته لمد خط السكة الحديدية إلى المدينة، وظل هذا الاسم حتى اليوم. والمدينة هي مقر مقاطعة ليون الحالي، وتم إنشاء أول مقر للمقاطعة في بلدة دايتون في 29 نوفمبر 1861.  وبعد احراق مبنى محكمة دايتون في عام 1909، تم نقل المركز إلى يرينغتون في عام 1911.

## التركيبة السكانية
حدّد مكتب تعداد الولايات المتحدة بيانات التركيبة السكانية ليرينغتون في تعداد الولايات المتحدة. في ما يلي، التركيبة السكانية حسب تعدادي 2000 و2010.

### تعداد عام 2000
بلغ عدد سكان يرينغتون 2,883 نسمة بحسب تعداد عام 2000، وبلغ عدد الأسر 1,203 أسرة وعدد العائلات 729 عائلة مقيمة في المدينة. في حين سجلت الكثافة السكانية 37.8 نسمة لكل كيلومتر مربع (97.9/ميل2). وبلغ عدد الوحدات السكنية 1,359 وحدة بمتوسط كثافة قدره 17.8 لكل كيلومتر مربع (46.1/ميل2).
وتوزع التركيب العرقي للمدينة بنسبة 84.53% من البيض و0.17% من الأمريكيين الأفارقة و6.24% من الأمريكيين الأصليين و0.38% من الأمريكيين ذوي الأصول الآسيوية و5.79% من الأعراق الأخرى و2.88% من عرقين مختلطين أو أكثر و15.44% من الهسبانيون أو اللاتينيون من أي عرق.
بلغ عدد الأسر 1,203 أسرة كانت نسبة 29.3% منها لديها أطفال تحت سن الثامنة عشر تعيش معهم، وبلغت نسبة الأزواج القاطنين مع بعضهم البعض 46.1% من أصل المجموع الكلي للأسر، ونسبة 10.2% من الأسر كان لديها معيلات من الإناث دون وجود شريك، بينما كانت نسبة 4.3% من الأسر لديها معيلون من الذكور دون وجود شريكة وكانت نسبة 39.4% من غير العائلات. تألفت نسبة 35% من أصل جميع الأسر من عدة أفراد يعيشون في نفس المنزل ونسبة 19.6% كانت تتألف من شخص يعيش بمفرده يبلغ من العمر 65 عاماً أو أكثر. وبلغ متوسط حجم الأسرة المعيشية 2.29، أما متوسط حجم العائلات فبلغ 2.97.
بلغ العمر الوسطي للسكان 41.2 عاماً. وكانت نسبة 24.7% من القاطنين تحت سن الثامنة عشر، وكانت نسبة 7.6% بين الثامنة عشر والرابعة والعشرين عاماً، ونسبة 21.1% كانت واقعةً في الفئة العمرية ما بين الخامسة والعشرين والرابعة والأربعين عاماً، ونسبة 19% كانت ما بين الخامسة والأربعين والرابعة والستين، ونسبة 23.2% كانت ضمن فئة الخامسة والستين عاماً فما فوق. يوجد لكل 100 أنثى 97.3 ذكر، ويوجد لكل 100 أنثى في الثامنة عشر من عمرها فما فوق 90.1 ذكر.
بلغ متوسط دخل الأسرة في المدينة 31,151 دولارًا، أما متوسط دخل العائلة فبلغ 39,038 دولارًا. وكان متوسط دخل الذكور 25,724 دولارًا مقابل 24,550 دولارًا للإناث. وسجل دخل الفرد الخاص بالمدينة 18,640 دولارًا. وكانت نسبة 12.6% من العائلات ونسبة 17.9% من السكان تحت خط الفقر، وكان من هؤلاء نسبة 26.2% تحت سن الثامنة عشر ونسبة 12.3% في الخامسة والستين من العمر وما فوق.

### تعداد عام 2010
بلغ عدد سكان يرينغتون 3,048 نسمة بحسب تعداد عام 2010، وبلغ عدد الأسر 1,302 أسرة وعدد العائلات 747 عائلة مقيمة في المدينة. في حين سجلت الكثافة السكانية 39.9 نسمة لكل كيلومتر مربع (103.3/ميل2). وبلغ عدد الوحدات السكنية 1,507 وحدة بمتوسط كثافة قدره 19.7 لكل كيلومتر مربع (51.0/ميل2).
وتوزع التركيب العرقي للمدينة بنسبة 80.15% من البيض و0.62% من الأمريكيين الأفارقة و6.76% من الأمريكيين الأصليين و0.56% من الأمريكيين ذوي الأصول الآسيوية و0.03% من سكان جزر المحيط الهادئ و8.89% من الأعراق الأخرى و2.99% من عرقين مختلطين أو أكثر و18.77% من الهسبانيون أو اللاتينيون من أي عرق.
بلغ عدد الأسر 1,302 أسرة كانت نسبة 27.1% منها لديها أطفال تحت سن الثامنة عشر تعيش معهم، وبلغت نسبة الأزواج القاطنين مع بعضهم البعض 40.6% من أصل المجموع الكلي للأسر، ونسبة 12.4% من الأسر كان لديها معيلات من الإناث دون وجود شريك، بينما كانت نسبة 4.4% من الأسر لديها معيلون من الذكور دون وجود شريكة وكانت نسبة 42.6% من غير العائلات. تألفت نسبة 36.4% من أصل جميع الأسر من عدة أفراد يعيشون في نفس المنزل ونسبة 22.2% كانت تتألف من شخص يعيش بمفرده يبلغ من العمر 65 عاماً أو أكثر. وبلغ متوسط حجم الأسرة المعيشية 2.26، أما متوسط حجم العائلات فبلغ 2.92.
بلغ العمر الوسطي للسكان 44.4 عاماً. وكانت نسبة 22.6% من القاطنين تحت سن الثامنة عشر، وكانت نسبة 7.6% بين الثامنة عشر والرابعة والعشرين عاماً، ونسبة 20.4% كانت واقعةً في الفئة العمرية ما بين الخامسة والعشرين والرابعة والأربعين عاماً، ونسبة 24.6% كانت ما بين الخامسة والأربعين والرابعة والستين، ونسبة 24.8% كانت ضمن فئة الخامسة والستين عاماً فما فوق. وتوزع التركيب الجنسي للسكان بنسبة 47.4% ذكور و52.6% إناث.

## أعلام
- نيفادا بار
- إدي سكينر

## وصلات خارجية
موقع مدينة يرينغتون على الشبكة الدولية للمعلومات (إنترنت)